# 印尼矛尾鱼
印尼矛尾魚（学名：Latimeria menadoensis），又稱蘇拉威西島矛尾魚，是腔棘魚目矛尾魚屬的其中一種。1997年，在印尼蘇拉威西島發現了一種奇特的魚，經基因測試發現這個標本在基因上與西印度洋矛尾魚略有差異。後來於2000年被正式描述，是為矛尾魚的另一個物種。分子分析估計兩個物種的分支時間大約在2,500萬年前。 
該物種已被評定為易危。

## 分佈
主要分佈在蘇拉威西島附近，南沙群島和菲律賓群島也有微量分佈。

## 特征
长度可达2米，重量高达110公斤，比西印度洋矛尾鱼略大。

## 保护现状
本种并非经济鱼类，也非渔业捞捕对象，其确切种群数量未知，但每5到10年间会有1、2尾鱼误遭捞捕上岸，自有记录以来不超过30次，显示其种群数量稀少，且栖息范围有限，生长与繁殖周期长，又会受深海防鲨网、鱼钩等误捕，因而2003年开始被世界自然保护联盟评定为易危物种。
本种在印尼被列为受保护动物，它们栖息所在的布纳肯国家公园海域也禁止使用防鲨网。濒危野生动植物物种国际贸易公约也将本种列入附录一，禁止国际贸易。